# Igor y Grichka Bogdanoff
Igor y Grichka Bogdanoff (29 de agosto de 1949 - 28 de diciembre de 2021 y 3 de enero de 2022) fueron presentadores y productores de televisión y ensayistas de ciencia ficción franceses, conocidos por sus programas de divulgación científica difundidos por televisión.
Nacidos en Saint-Lary (Gers), formaron un dúo inseparable a lo largo de su carrera, al punto de ser llamados a menudo los hermanos Bogdanoff, los gemelos Bogdanoff o simplemente los Bogdanoff. Se dieron a conocer al gran público como presentadores y narradores, sobre todo con su exitoso programa orientado a la ciencia ficción Temps X (1979-1987). Fueron personajes mediáticos populares en Francia hasta su muerte, pero el valor científico de sus tesis universitarias y la calidad de su trabajo de divulgación fueron severamente discutidos por la comunidad científica desde los años 1990 en lo que se conoció como el escándalo Bogdanov.
Sin dejar de publicar regularmente libros de divulgación científica, los gemelos Bogdanoff se alejaron de este campo para concentrarse, en los años 2010, en actividades de entretenimiento en la televisión y la radio, jugando con la autocrítica de sus personajes y su radical transformación física, que los hizo blanco de memes de internet.
Ambos fallecieron víctimas de COVID-19 a la edad de 72 años, con solo seis días de diferencia.

## Biografía

### Origen
Los gemelos Igor y Grégoire Ostasenko-Bogdanoff eran hijos de Youri «Youra» Mikhaïlovitch Ostasenko-Bogdanov. (1928-2012), pintor cuyos padres eran emigrados políticos rusos, y criado en España por el príncipe georgiano Irakli Bagration-Mukhraneli, y de su esposa Maria «Maya» Dolores Franzyska Kolowrat-Krakowská (1926-1982), nacida de una aventura entre una aristócrata austríaca casada con un noble alemán y Roland Hayes, un cantante de ópera afroamericano Su abuela materna, la condesa Bertha Kolowrat-Krakowská, abandonó Austria, su reputación social y a su marido y sus cuatro hijos mayores en 1925. Obtenido el divorcio en 1926 y caída en el ostracismo social, se instaló en Francia, en el castillo de Saint-Lary (Gers) donde criará a su hija adulterina Maya (nacida en Basilea) y más tarde se encargará de la educación de sus nietos.
Los gemelos tenían tres hermanas, Laurence, Géraldine y Véronique, y un medio hermano, François Davant.
Ambos hermanos dominaban el francés, el alemán, el ruso y el inglés.
En 1986 se convirtieron en dueños del castillo de Esclignac en Monfort (Gers), construido en el siglo XI, que se degradó notablemente desde su adquisición pero donde vivía su medio hermano François.

### Juventud
Los hermanos Bogdanoff estudiaron en el liceo privado de l'Oratoire en Auch. Después de su selectividad, obtenida a los 14 años, y un intermedio en Baviera, se instalaron en París.
En la adolescencia se aficionaron a la aeronáutica, empezando a pilotar planeadores a la edad de quince años, después se convirtieron en pilotos de avión y helicóptero. Sobre su carné de vuelo, Igor contaba 5 000 horas en helicóptero; sin embargo, en 2014 fue condenado a una multa por «falsificación en escritura privada» por haberlo «rellenado con horas y aproximaciones no efectuadas».
En 1976, Roland Barthes prologó el libro de divulgación científica Clefs pour la science-fiction que los hermanos Bogdanoff publicaron a los 27 años.
Los gemelos sentían la necesidad de comunicar sus pasiones. En septiembre de 1976, Grichka telefoneó incansablemente a la dirección de TF1, hasta que es pasado al presentador del telediario de la época, Yves Mourousi. Al día siguiente, estaban sobre el escenario del informativo televisado para presentar su libro Clefs pour la science-fiction. Encantado por la prestancia de los gemelos, Yves Mourousi les propone presentar una sección consagrada a los robots y los alienígenas durante su emisión dominical Bon appétit. El tema, entonces en auge, y esta sección semanal les servirá de trampolín. En abril de 1979 ampliarían el concepto con su propio programa de divulgación titulado Temps X. El mismo año, publican en la prestigiosa colección Ailleurs et demain (En otro lugar y mañana) el ensayo L'Effect science-fiction que exploraba las diferentes opiniones que tenían sobre la ciencia ficción diversas personalidades del mundo de la cultura, las ciencias o la política.

### Estudios
Igor Bogdanoff era diplomado de estudios profundizados (DEA) en semiología y de un doctorado en física teórica.
Grichka Bogdanoff era diplomado del Instituto de estudios políticos de París (Ciencias-Po) y titular de un doctorado en matemáticas.
A partir de los años 1990, los hermanos Bogdanoff se centraron en un doctorado sobre cosmología primordial.

### Carrera científica
Desde marzo de 2005, los Bogdanoff ocuparon conjuntamente la cátedra de cosmología de la Universidad Megatrend (institución privada y criticada) de ciencias aplicadas de Belgrado (Serbia).
Entre 2001 y 2003, publicaron diferentes artículos de tipo universitario (igualmente criticados) en revistas científicas tales Annals of Physics o Classical and Quantum Gravity.
Así, «sus investigaciones fueron rápidamente cuestionadas por científicos de Europa y América del Norte, que declararon que su trabajo era tan incomprensible que, al menos al principio, creyeron que se trataba muy probablemente de un engaño de los gemelos en busca de atención», pero ambos hermanos replicaron que eran perfectamente serios en su enfoque.

### Asunto Bogdanoff
El asunto Bogdanoff fue una controversia sobre la validez de los trabajos científicos de Igor y Grichka Bogdanoff. Las críticas en el origen de este debate se refieren tanto a su tesis doctoral como a su manera de divulgar las ciencias en varios libros y en la televisión. 
La controversia alcanzó difusión mundial en octubre de 2002 cuando los físicos Max Niedermaier y John Baez acusaron a los gemelos de haber obtenido su doctorado sobre la base de patrañas similares a las del asunto Sokal, información retomada por el The New York Times Los equipos del CNRS así como la gran mayoría de la comunidad científica consideran que las publicaciones de los Bogdanoff no pueden ser consideradas contribuciones científicas. Un informe interno del CNRS, datado en 2003 y emitido por un colegio de expertos, concluyó que: 

Ante tanto disparate, confusión y evidentes malentendidos, no podemos considerarlos como textos científicos serios.

Ya que los hermanos se apoyaban en sus doctorados y  defendían la calidad y rigor de su trabajo, el debate sobre la validez de su aportación científica ocupó los medios de comunicación. Los Bogdanoff demandaron a la revista Marianne por haber hecho público el informe interno del CNRS, así como a la revista Ciel et Espace por criticar sus trabajos, y trataron de impugnar la legalidad del informe del CNRS ante el tribunal. Ganaron su primera acción por difamación contra Marianne en 2014, antes de perder contra el CNRS ante el tribunal administrativo.
También demandaron a un físico que criticaba la validez de sus tesis, y consiguieron su condena por infracción de derechos de autor por haber publicado en su página web la tesis de Grichka, con el fin de hacer la crítica. Ambos consideraban que la comunidad científica era «incapaz de aceptar un punto de vista atípico» y su éxito como divulgadores mediáticos.
El asunto llevó a una crítica del enfoque divulgativo científico hecho por los Bogdanoff, provocando varias demandas e iniciando una reflexión entre los físicos sobre cómo podía fallar el sistema de revisión por pares.
Paralelamente, el astrofísico Trịnh Xuân Thuận los acusó de plagio por su publicación Dios y la ciencia, entrevista con la filósofa Jean Guitton, aparecida en 1991, que retomaría pasajes del libro de Trinh The Secret Melody (1988); este caso se arreglará de manera amistosa.

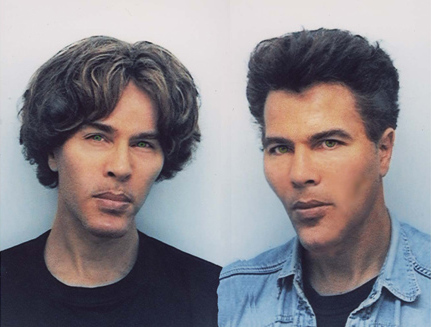
Los hermanos Bogdanoff en la década de 1990.

### Carrera televisiva

#### Un sur cinq
Los hermanos Bogdanoff comenzaron su carrera televisiva en el programa de Antenne 2 Un sur cinq, presentado por Patrice Laffont.. Allí tuvieron una sección sobre ciencia ficción, debido a la publicación en 1976 de su primer libro, Clefs pour la science-fiction Tras el fin del programa en 1978, los Bogdanoff abandonaron Antenne 2 por TF1.

#### Temps X
Los Bogdanoff comenzaron el 21 de abril de 1979 la emisión de Temps X, en TF1. Fue el primer programa sobre ciencia ficción televisado en Francia. El exitoso programa, posteriormente de culto, se mantuvo en antena hasta el 26 de junio de 1987, mezclando ciencia, ciencia ficción y cultura popular.
Los hermanos Bogdanoff aparecían en escena vestidos con monos plateados futuristas y en un plató decorado como una nave espacial.Los telespectadores disfrutaron dentro del programa de series fantásticas clásicas, emitidas por primera vez en Francia, como The Twilight Zone, El Prisionero, Star Trek, Cosmos 1999, The Outer Limits, Doctor Who y Los invasores. También incluían en sus secciones extractos de películas clásicas de ciencia ficción como La mosca. En la emisión también participaron futuras celebridades, como el comediante Franck Dubosc como el piloto de la nave espacial de Temps X o el futuro crítico literario Frédéric Beigbeder, que con trece años respondió a un cuestionario sobre ciencia ficción. Los compositores Didier Marouani y Jean-Michel Jarre se encargaron de la música de su secuencia de apertura.
El programa mezclaba ciencia con especulación científica o pseudociencias, con temas como los ovnis, la hipótesis de los antiguos astronautas, la vida extraterrestre o la arqueología fantástica. En futurología, los hermanos Bogdanoff evocan, en 1980, la Internet Configuration Control Board (ICCB, creada en 1979), y la próxima creación de una cobertura mundial que ellos mismos bautizaron «Internex». Si la empresa fue juzgada como entusiasta, entrañable y artística treinta años más tarde por el diario Le Figaro, fue considerada también por este como aproximativa e imprecisa.
Paralelamente, Igor y Grichka Bogdanoff se aseguraron la producción y presentación de otros dos magazines científicos para TF1: 2002 – La Odisea del Futuro en 1982 (programa mensual emitido a las 20:30 horas) y Futur's cada jueves a las 22:30 horas en septiembre de 1989.

#### Otras emisiones

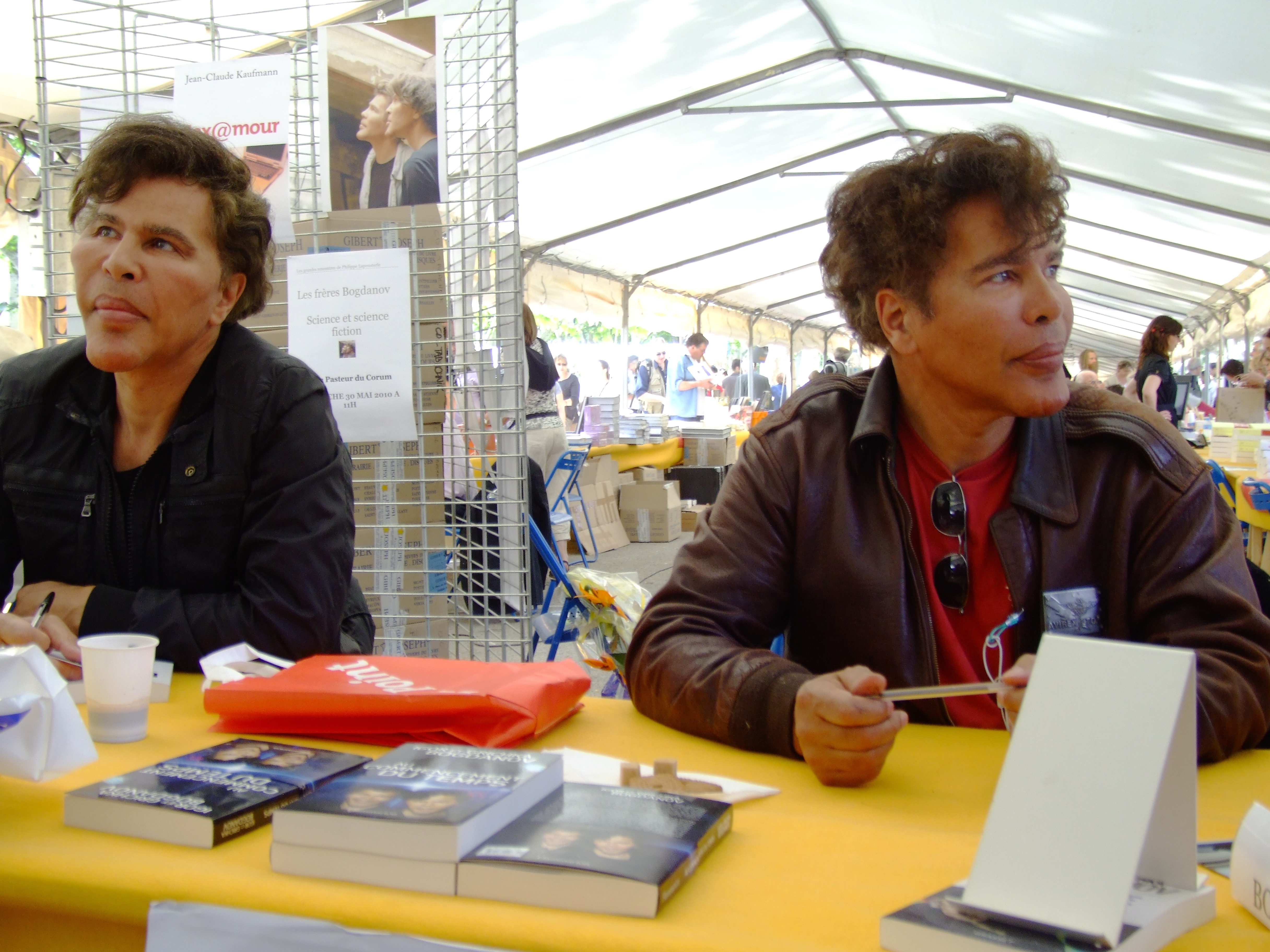
Grichka (a la izquierda) e Igor (a la derecha) Bogdanoff en 2010, firmando ejemplares en una feria del libro en Montpellier.

Después de una interrupción de su actividad televisiva de una década para dedicarse a doctorarse, los hermanos Bogdanoff regresaron a la televisión en 1999, en el canal 13.º rue  con el magazine semanal Project X 13, y después en France 2 donde presentaron, desde marzo de 2002 y durante cinco años, el programa corto semanal Rayons X. Este magazine de divulgación científica tenía la peculiaridad de estar presentado por las réplicas virtuales (avatares) de los dos presentadores, mediante tecnología 3D. La temática de esta emisión, compuesta de programas cortos cotidianos (de dos minutos) y de «especiales» difundidos cuatro veces al año, descansaba esencialmente en las evoluciones científicas y tecnológicas que caracterizan el mundo moderno, ya sin abordar la ciencia ficción.
En 2006, fueron las estrellas de una serie de anuncios publicitarios para Club Internet, difundidos en varios canales televisivos franceses.
El 26 de marzo de 2007, los hermanos Bogdanoff presentaron en el canal Syfy una noche especial en torno al lanzamiento de la serie inédita de anticipación Century City.
El 25 de octubre de 2008, arrancan un nuevo programa bautizado Science X en France 2. La emisión fue muy fuertemente criticada por la comunidad científica, sobre todo por Pierre Vandeginste, periodista científico, antiguo articulista de la revista La Recherche, que estimó, en un artículo en su blog y retomado por el periódico digital Rue89, que proponía un «contenido científico cercano al cero absoluto». El último programa fue el 27 de diciembre, anunciando France 2 su suspensión y que deseaba «renegociar el contrato» de sus presentadores. En enero de 2009 fue definitivamente suspendido debido a su baja audiencia. Regresó renombrado como Science 2 en marzo de 2009 ahora cubriendo un espectro más amplio como la salud, la naturaleza, las nuevas tecnologías, pero de nuevo la baja audiencia lo retiró de la parrilla televisiva en junio.

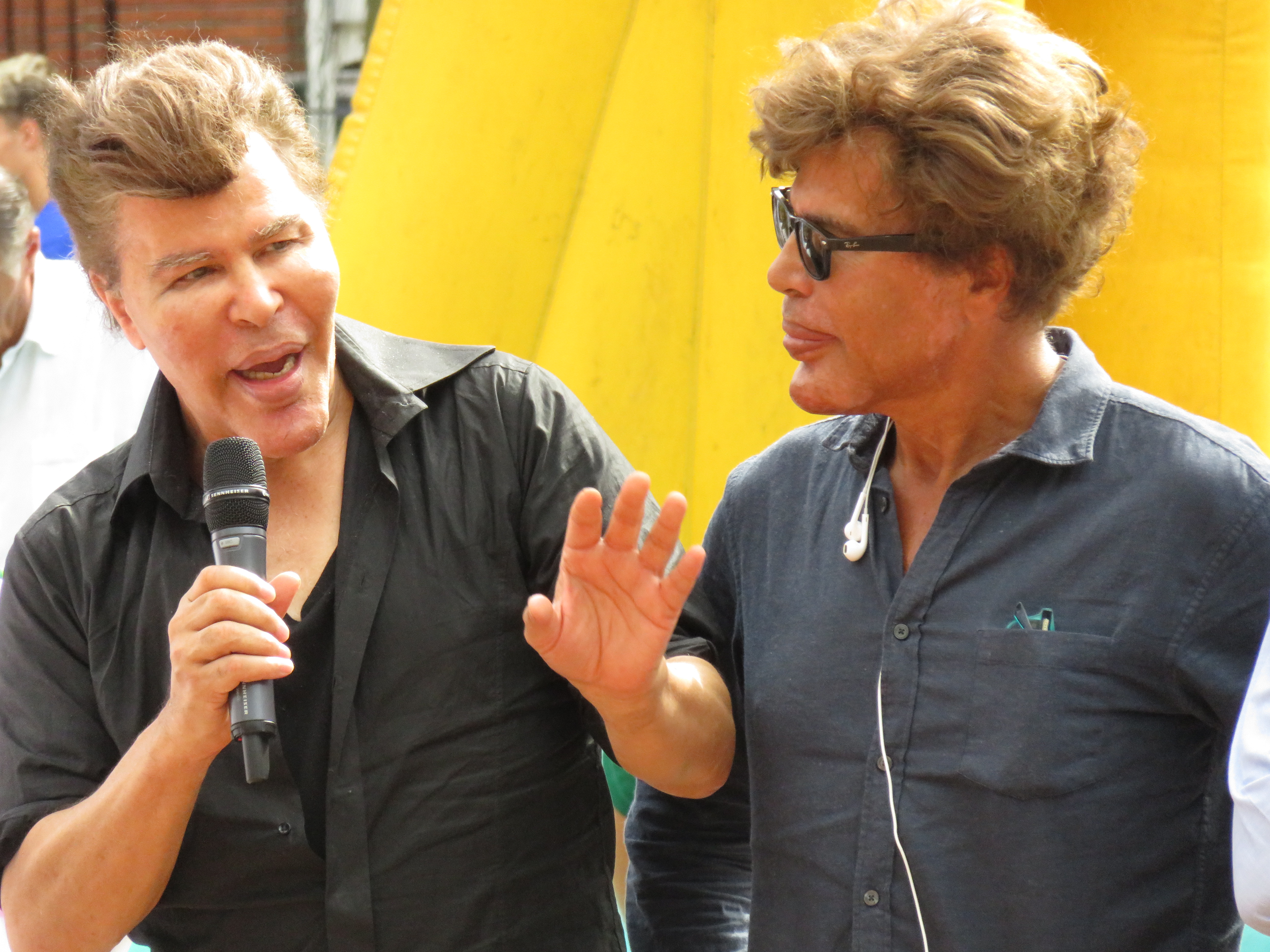
Los hermanos Bogdanoff en 2016.

Los gemelos regresaron en 2010, con una serie de cinco documentales, escrita y realizada por Roland Portiche para France 5.
El 13 de agosto de 2011, participaron en un sketch del dúo de humoristas Los Lascars gays durante un programa especial de verano de On n'demande qu'à en rire presentado por Laurent Ruquier para France 2.
Aparecieron de 2015 a 2016 en la prueba Boyard Academy, en el concurso televisivo Fort Boyard. Desde mayo de 2015, participan regularmente en el programa de radio Les Grosses Têtes de RTL, presentado por Laurent Ruquier.
En 2017, fueron columnistas del programa Touche pas à mon poste!, para presentar una crónica científica.
En 2020, participan como candidatos en el programa Mask Singer, disfrazados de loros.
El 6 de diciembre de 2020, participan en el programa Dans le rétro de France Bleu durante el cual anuncian su apoyo al profesor Raoult.

### Muerte y funerales

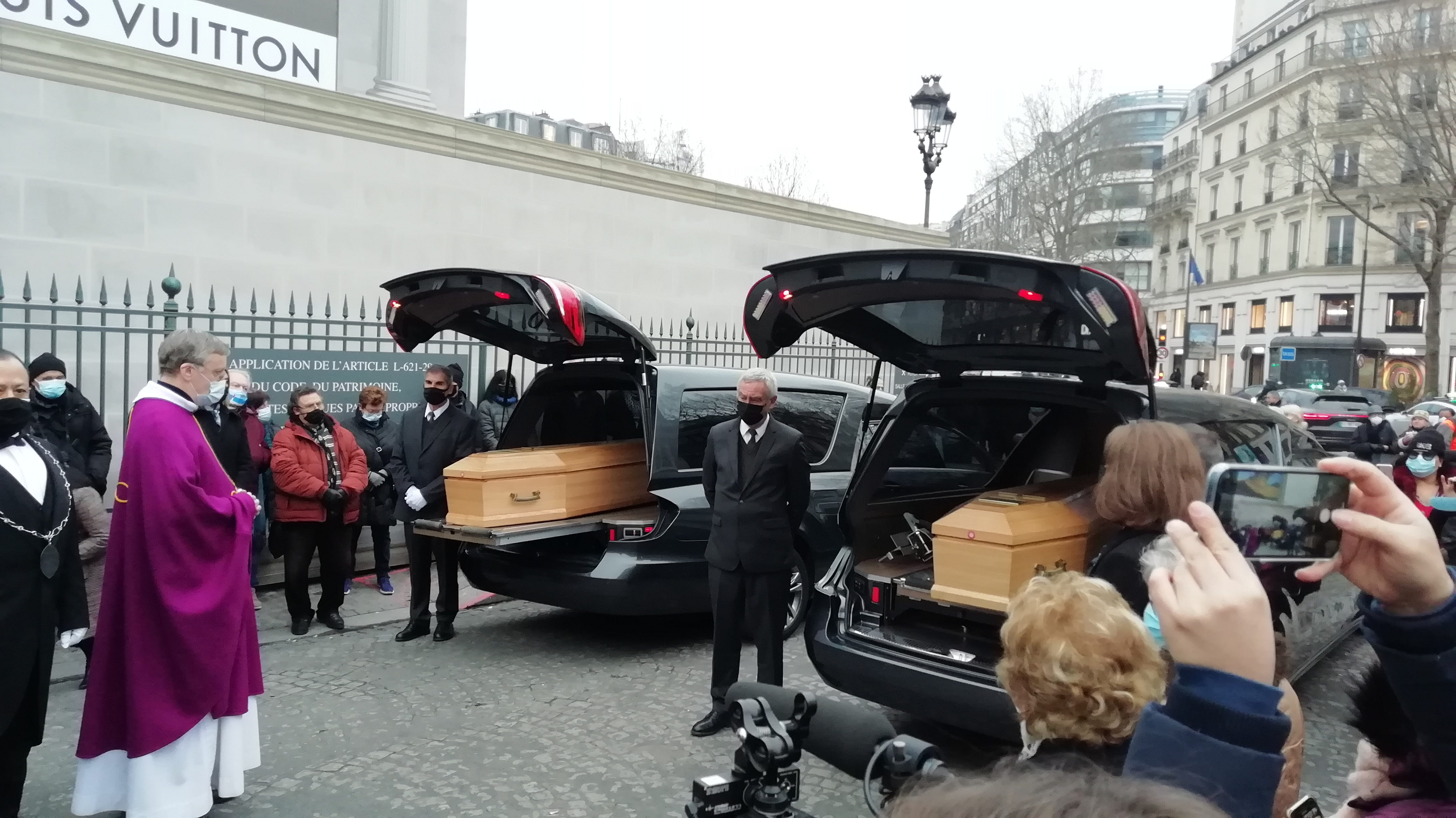
Llegada de los féretros de Igor y Grichka Bogdanoff a la iglesia de la Madeleine para la misa funeral, el 10 de enero de 2022.

En diciembre de 2021, ambos hermanos se contagiaron de SARS-Cov-2, su estado se agravó rápidamente y fueron hospitalizados el 15 de diciembre de 2021 en cuidados intensivos.
El 28 de diciembre, Grichka Bogdanoff falleció en el hospital Georges Pompidou, a la edad de 72 años, mientras que Igor falleció el 3 de enero de 2022, seis días después que su hermano, en el mismo hospital. Su funeral conjunto se ofició el 10 de enero de 2022 en la iglesia de la Madeleine, en el VIII Distrito de París. Luego sus cuerpos fueron trasladados para su entierro el 12 de enero, en el cementerio de Saint-Lary (Gers), su localidad natal.

## Resumen de su carrera

### Carrera audiovisual
Como presentadores-narradores
- 1976-1978 : Un sur cinq (Antenne 2)
- 1979-1982 : Temps X (TF1)
- 1982-1983 : 2002 – L'Odyssée du Futur (TF1)
- 1983-1987 : Temps X (TF1)
- 1989-1990 : Futur's (TF1)
- 1999-2002 : Projet X 13 (13 rue)
- 2002-2007 : Rayons X (France 2)
- 2007 : Century City (Sci-Fi)
- 2008 : Science X (France 2)
- 2009 : Ils ont marché sur la lune (TV5 Monde)
- 2009 : Science 2 (France 2)
- 2010 : Les Enfants de Temps X (Syfy)
- 2010-2011 : À deux pas du futur (France 2)
- 2015-2016 : Fort Boyard (France 2)
- 2015-2018 : Les Grosses Têtes (RTL)
- 2017 : Touche pas à mon poste ! (C8)

#### Carrera teatral
- 2015 : L'Hôtel du libre échange, pieza de Georges Feydeau, puesta en escena de Raymond Acquaviva para France 2.
- 2015-2016 : Big Bang en el Teatro del Gimnasio Marie-Bell de París.

#### Cine
- 1982 : Chassé-Croisé de Arielle Dombasle

### Carrera literaria
Los hermanos Bogdanoff publicaron numerosos libros de ciencia ficción, filosofía y divulgación científica. Desde 1990, firmaban sus libros con la variante ortográfica « Bogdanov » con una « v » final.
- Claves para la ciencia-ficción (prueba, firmado « Igor y Grichka Bogdanoff »), París, Seghers, coll.    no , 1976, 378 p., [no de ISBN], (BnF 34707099q BnF 34707099q no BnF 34707099q)
- El Efecto ciencia ficción : a la investigación de una definición (prueba, firmado « Igor y Grichka Bogdanoff »), París, Ediciones Robert Laffont, coll.  En otro lugar y mañana. Pruebas , París, 1979, 423 p. ( ), (BnF 34650185g BnF 34650185g no BnF 34650185g)ISBN 978-2-221-00411-1
- Crónicos del « Tiempo X » (selección de noticias, firmado « Igor y Grichka Bogdanoff », préface de Gérard Klein), París, Ediciones del Guépard, 1981, 247 p. ( ), (BnF 34734883f BnF 34734883f no BnF 34734883f)ISBN 978-2-86527-030-9
- La Máquina fantasma (selección de noticias, firmado « Igor y Grichka Bogdanoff »), París, Editábamos he leído, coll.  He leído : ciencia ficción  no , 1985, 251 p. ( ), (BnF 34842073t BnF 34842073t no BnF 34842073t)ISBN 978-2-277-21921-7
- La Memoria doble[61] (novela, firmado « Igor y Grichka Bogdanoff »), París, Hachette, 1985, 381 p.  (ISBN <span class="nowrap">978-2-01-011494-6</span>), (BnF 348362498 BnF 348362498 no BnF 348362498) ; reedición al formato bolsillo, París, Librería general francesa, coll. « El Libro de bolsillo » no , París, 1986, 441 p.  (ISBN <span class="nowrap">978-2-253-03970-9</span>) ; reedición al formato bolsillo, París, Robert Laffont, coll. « El Libro de bolsillo » no , 2012, 478 p.  (ISBN <span class="nowrap">978-2-253-16273-5</span>)
- Dios y la ciencia : hacia el métaréalisme entrevistas con Jean Guitton, París, Ediciones Grasset, 1991, 195 p.  (ISBN <span class="nowrap">978-2-246-42411-6</span>), (BnF 35458968t BnF 35458968t no BnF 35458968t) ; reedición al formato bolsillo, París, Librería general francesa, coll. « El Libro de bolsillo : Biblio pruebas » no , 2004, 191 p.  (ISBN <span class="nowrap">978-2-253-13091-8</span>), (BnF 39225402c BnF 39225402c no BnF 39225402c)
- Antes el Big Bang : la creación del mundo (prueba), (préface de Arkadiusz Jadczyk), París, Bernard Grasset, 2004, 387 p. (ISBN ), (nota BnF no FRBnF 39186446939186446) ; reedición al formato bolsillo revista y aumentada con un prólogo de Luc Ferry y una préface de Arkadiusz Jadczyk, París, Librería general francesa, coll.    no , 2006, 318 p. ( ), (BnF 391864469 BnF no BnF 401636844)ISBN 978-2-246-50111-4ISBN 978-2-253-11719-3
- Viaje hacia el Instante Cero, París, EPA, 2006, 185 p. ( ), (BnF 40986028h BnF 40986028h no BnF 40986028h)ISBN 978-2-85120-635-0
- No somos  solos en el Universo, París, EPA, 2007, 191 p. ( ), (BnF 411885989 BnF 411885989 no BnF 411885989)ISBN 978-2-85120-664-0
- A la incoación del tiempo, París, Flammarion, 2009, 317 p. ( ), (BnF 420019981 BnF 420019981 no BnF 420019981)ISBN 978-2-08-120832-2
- La Cara de Dios (antes-propósito de Robert Woodrow Wilson y postfaces de Jim Peebles, Robert Woodrow Wilson y John C. Mather), Apuestas Grasset, 2010, 282 p.  (ISBN <span class="nowrap">978-2-246-77231-6</span>), (BnF 42207600f BnF 42207600f no BnF 42207600f) ; reedición actualizada e ilustrada, préfaces de Robert Wilson (premio Nobel 1978), John Mather (premio Nobel 2006) y James Peebles (premio Nobel 2019), ediciones Trédaniel, 2019  (ISBN )[62]
- El Último Día de los dinosaurios, París, la Martinière, 2011  ( )
- El Pensamiento de Dios (postface de Luis Gonzalez-Mestres), París, Grasset, 2012  ( )
- El Misterio del satélite Planck (Que había antes el Big Bang ?) (préface y postface de Luis Gonzalez-Mestres), París, Eyrolles, 2013  ( )[28]
- El Final de la casualidad, París, Grasset, 2013  ( )
- 3 minutos para comprender la gran teoría del Big Bang (préface de John C. Mather, postface de Luis Gonzalez-Mestres), París, El Correo del Libro, 2014  ( )
- El Código secreto del Universo, París, Albin Michel, 2015  ( )
- Igor Bogdanoff (2016). Le Livre des merveilles technologiques (en francés). Paris: Éditions Flammarion. p. 185. ISBN 978-2-081-37991-6.
- Science minute (en francés). Paris: Éditions Trédaniel. 2017. ISBN 978-2849333952.
- L'équation Dieu (en francés). Paris: Grasset. 2019. ISBN 978-2-246-81268-5.

## Vida personal

### Igor Bogdanoff

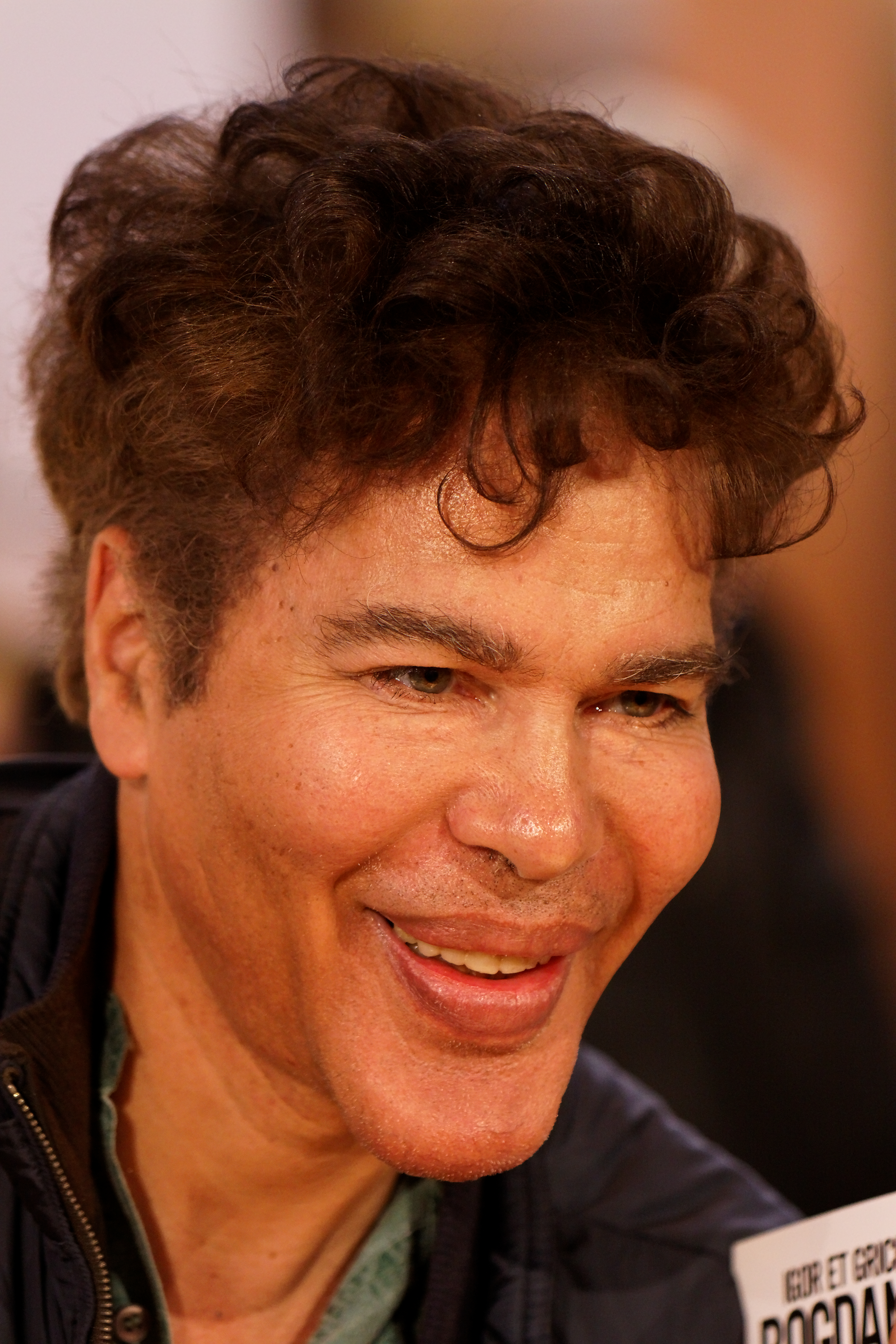
Igor Bogdanoff en 2011.

Igor Bogdanoff fue padre de seis hijos de dos matrimonios diferentes.
En los años 1970, mantuvo una relación con la actriz Geneviève Grad.
En 1989, se casó con la condesa Ludmilla de Oultremont, con quien tuvo cuatro hijos antes de divorciarse en 1994. El 1 de octubre de 2009 se casó en segundas nupcias en París, con la aristócrata y escritora Amelia de Borbón-Parma (hija natural del príncipe Miguel de Borbón-Parma y Laure Le Bourgeois) en una ceremonia civil, seguida de una religiosa celebrada el 3 de octubre de 2009 en el castillo de Chambord
Separado de Amelia de Borbón-Parma, con quien tuvo dos hijos, Igor Bogdanoff comenzó una relación con Julie Jardon, modelo y estudiante de neurociencia, 44 años menor que él. Su relación, mantenida en secreto más de dos años, salió a la luz en 2017, aunque en noviembre del mismo año, Julie Jardon rompió con él, decepcionada porque Igor no había mantenido su promesa de divorciarse de su esposa Amelia para casarse con ella. Algunos días más tarde, Igor Bogdanoff fue arrestado y puesto bajo control judicial por allanamiento de morada y daños a la propiedad privada.

### Grichka Bogdanoff

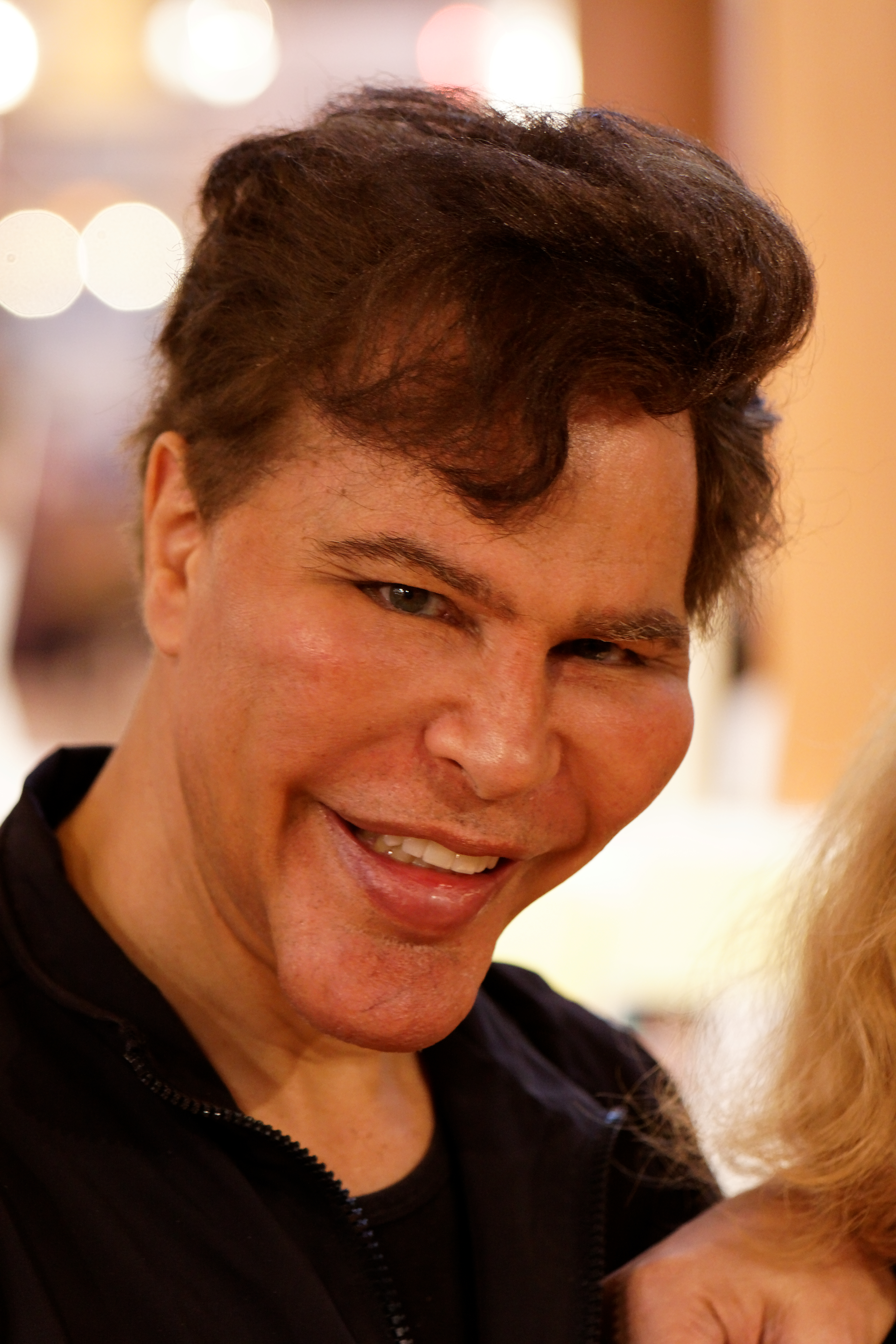
Grichka Bogdanoff en 2011.

Grégoire Bogdanoff, conocido por su diminutivo en ruso, Grichka, nunca se casó ni tuvo hijos. Su última novia, Chaymae, fue la que llamó a los servicios de emergencia para que fuera hospitalizado.
En 2019, afirmó haber sido diagnosticado con síndrome de Asperger, a diferencia de su hermano. En diciembre de 2021, afirmó que ambos eran Asperger, asegurando haber sido sometidos a los once años a tests que les enseñaron que formaban parte del 0,01 % de la población con un cociente intelectual superior a 190. 

### Apariencia física
Desde los años 2000, la apariencia física de los hermanos Bogdanoff suscitó amplios comentarios, a causa de la notable metamorfosis de sus respectivos rostros, cuyos rasgos empezaron a hacerse más angulosos en la década de 1990 y a partir de 2000 a exagerarse hasta la caricatura con pómulos, mentones y labios extremos. Ellos mismos comentarían en una ocasión que tenían "rostros alienígenas".  .
Aunque nunca quisieron aclarar el tema, según su amigo Jean-Paul Enthoven, los hermanos Bogdanoff habrían empezado en la década de 1990 a recurrir a implantes e inyecciones de bótox en busca de la eterna juventud. Según su amigo Luc Ferry, se trataba de un «caso de abuso de la medicina estética".

### Vídeos
- Dossier: Le Temps X des Bogdanoff - Ina
- Les freres Bogdanoff a propos de leur livre Clefs pour la science fiction 1977 - Ina

- Datos: Q12920
- Multimedia: Igor and Grichka Bogdanoff / Q12920